# Karlo Baumann
Karlo Baumann, (1914.–1954.), diplomirani inženjer, hrvatski jedriličar i ronilac. Prvi hrvatski jedriličar koji je nastupio na OI (1936.) te prvi hrvatski jedriličar koji je nastupio na OI u dvije različite klase.

## Prvi "labudaš" na Europskom tronu i Olimpijskim igrama
Kao prvi naš jedriličar osigurao je prvo mjesto na Europskom prvenstvu i Olimpijskim igrama. To mu je pošlo za rukom u rujnu 1935. godine na međunarodnoj regati za Prvenstvo Europe u jedrilicama "OK dinghy", tada najmanjoj priznatoj klasi jedrilica od strane International Yacht Racing Uniona, na Blatnom jezeru u Mađarskoj. Ostvario je pet pobjeda u pet uzastopnih regata i time osigurao nastup na Olimpijskim igrama u Berlinu 1936. godine. Na Olimpijadi 1936. godine jedrio je u klasi O-Jolle i zauzeo je 11. mjesto u konkurenciji 26 posada. Osim jedrenja bavio se i unapređivanjem tog sporta u Splitu, te je preveo knjigu "Regatta Taktik" njemačkog autora dr. Manfreda Currya, te ju je djelomično uvrstio u svoju knjigu "Tumač regatnih pravila". 
U kolovozu 1938. godine sudjeluje kao državni predstavnik na Prvenstvu Europe na jezeru Chiemsee kod Münchena i zauzima 5. mjesto u konkurenciji jedriličara iz 9 zemalja.
Poslije Drugog svjetskog rata bio je jedan od vođa najboljih ronilaca "Brodospasa", koji su vadili potopljene brodove duž Jadranske obale. Organizirao je ronilačke tečajeve na kojima je predavao, te otkrivao tajne struke novim, potencijalnim roniocima s kojima su se stvarale i kasnije popunjavale "Brodospasove" ronilačke ekipe.
Bio je pionir profesionalnog ronjenja na našoj strani Jadrana s lakom ronilačkom opremom (samostalna opskrba zrakom).
Tvrtka "Pirelli" napravila je za njega posebno ronilačko odjelo i opremu. Istraživao je podmorje i testirao aparate tipa "Frogman", "Draeger" i "Pireli".  
Sudjelovao je u mnogim pothvatima vađenja i spašavanja brodova na morskim dubinama preko 50 metara (Karlo VI, Prestolonasljednik Petar, Karađorđe, Argo, Vuk Karadžić).
Godine 1952. sudjelovao je na Olimpijadi u Helsinkiju, gdje je jedrio u tada tek uvedenoj klasi finn i zauzeo je 23. mjesto. Time je postao prvi hrvatski jedriličar koji je na Olimpijskim igrama nastupio u dvije različite klase.
Samo dvije godine poslije u svojoj 40. godini tragično je završio u splitskoj luci pri zaronu i pokušaju pomoći u osposobljavanju broda "Žumberak" da isplovi iz gradske luke u Splitu. Zaronio je u lakoj ronilačkoj opremi i nije više isplivao. Na mjestu udesa u znak sjećanja na njega i njegov doprinos postavljena je spomen-ploča. 
Na njegovom ispraćaju jedriličari su kružili punim jedrima po splitskoj gradskoj luci, a jedna mala jedrilica "jola" imenom "Rose Marie" jedrila je sama, bez kormilara.

## Vanjske poveznice
- Karlo Baumann Hrvatska tehnička enciklopedija, portal hrvatske tehničke baštine. LZMK